# Denticrytea comptula
Denticrytea comptula är en stekelart som först beskrevs av Tosquinet 1896.  Denticrytea comptula ingår i släktet Denticrytea och familjen brokparasitsteklar. Inga underarter finns listade i Catalogue of Life.